# Morový sloup v Zoo Praha
Morový sloup v Zoo v Praze-Troji se nachází přibližně 50 metrů východně od rozhledny Obora. Je chráněn jako nemovitá kulturní památka České republiky.

## Historie
Morový sloup pochází z roku 1680 a údajně byl vztyčen na místě pohřebiště obětí moru v Holešovicích, v místě ulice Na Šachtě.
Sloup byl několikrát přemístěn:
- Do 60. let 20. století stál na rohu ulic Za Elektrárnou a U Sjezdového paláce (ulice U Výstaviště) v prostoru před sportovní halou.
- V první polovině 60. let byl rozebrán a uložen u kostela svatého Klimenta.[p. 1]
- V roce 1986 byl osazen v areálu ZOO Praha.[1]

## Popis

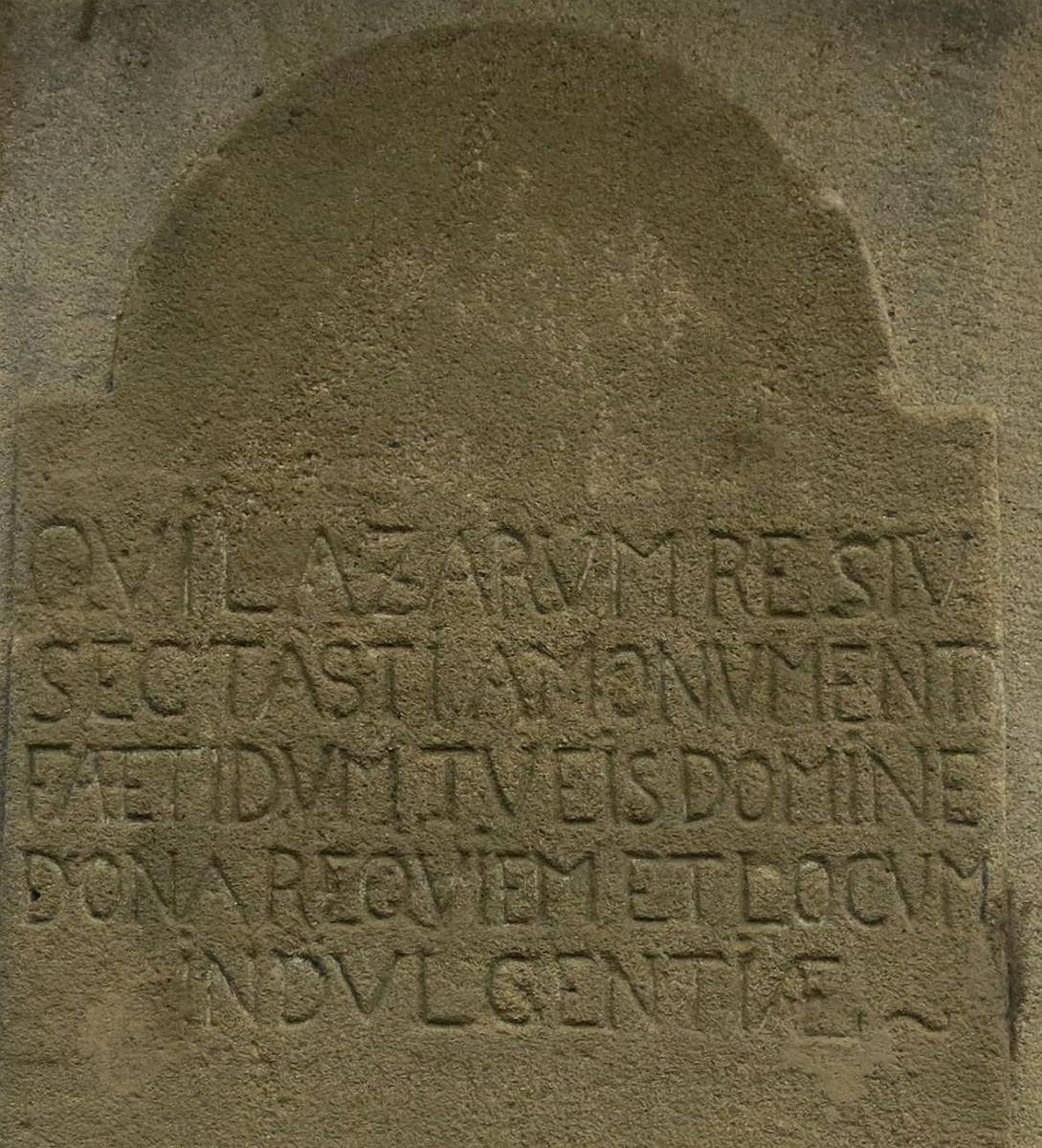
původní nápis

Kamenný sloup připomíná pilířová boží muka. Základna je dvoustupňová. Na ní navazuje soklová část, nad kterou pokračuje vlastní hranolový dřík pilíře. Na bocích pilíře jsou plochy s latinským nápisem, z části zaniklým. Na horní část dříku jsou nasazeny dvě mohutné římsy, z nichž horní nese otevřenou kaplici se sloupy a polosloupy. V ní byla původně umístěna socha Ukřižovaného. Na vrcholu kamenné stříšky je umístěna koule s kovovým lotrinským křížem.
Kaplice je na třech stranách otevřená, polosloupy i plná stěna byly pravděpodobně zhotoveny během úprav při kompletaci rozebraného objektu.